# Toxoproctis epinephela
Toxoproctis epinephela är en fjärilsart som beskrevs av Collenette 1932. Toxoproctis epinephela ingår i släktet Toxoproctis och familjen tofsspinnare. Inga underarter finns listade i Catalogue of Life.